# Rondokubizm

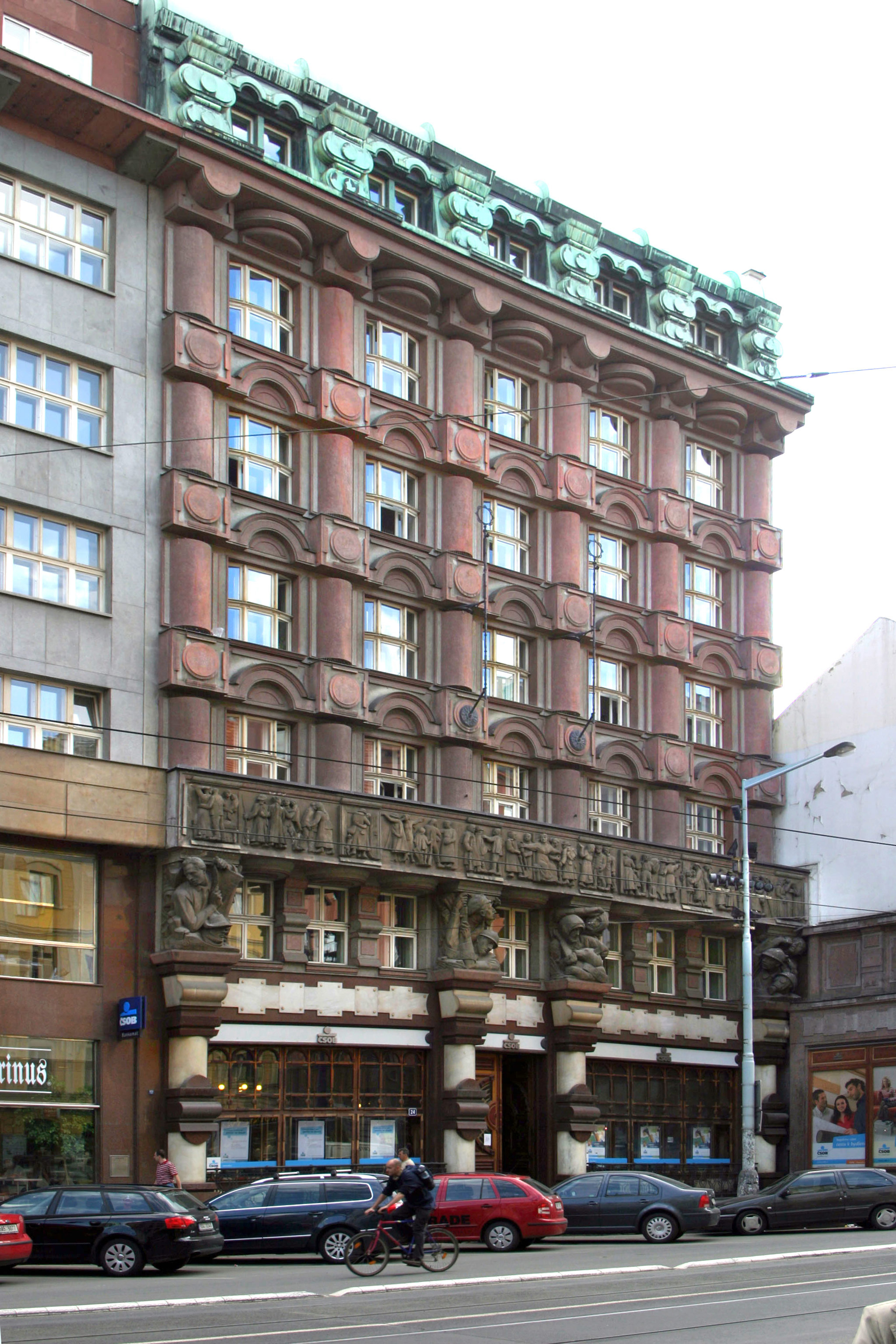
Legiobanka w Pradze

Rondokubizm (także: české art deco, styl Legiobanky, národní styl, národní dekorativismus, obloučkový kubismus, třetí kubistický styl) – styl w architekturze XX wieku, który wykształcił się jedynie na terenie Czechosłowacji po roku 1918 i jest specyficzną odmianą art déco.
Styl był formą przejściową od, również specyficznego dla ziem czeskich, kubizmu, do tzw. národního slohu (stylu narodowego). Charakteryzował się porzuceniem podstaw architektury kubistycznej – tj. użycia piramidy i trójkąta, jako elementów determinujących elewację. W rondokubizmie dominowały okrąg, walec i kula, co dało asumpt nazwie.
Głównymi doktrynerami rondokubizmu byli Josef Gočár i Pavel Janák. Styl był odpowiedzią na powstanie państwa Czechosłowackiego i związanym z tym zapotrzebowaniem na nową symbolikę narodową, której nie był w stanie, według niektórych architektów, zaspokoić styl międzynarodowy. Budynki rondokubistyczne charakteryzuje bogata dekoracja fasady, często tonacja czerwono-biała (narodowa), wkomponowanie płaskorzeźb lub rzeźb, zwłaszcza o tematyce narodowej i historycznej, podobnie jak to miało potem miejsce w stylu narodowym.

## Wybrane dzieła
- Legiobanka w Pradze, 1921–1923, (Josef Gočár)
- Pałac Adria w Pradze, 1923–1924, (Josef Zasche i Pavel Janák)
- Krematorium w Pardubicach, 1921–1923 (Pavel Janák, František Kysela)
- Gočárovy domky w Pradze, 1920-1921 (Josef Gočár)